# Campeonato Europeu de Halterofilismo de 2002
O Campeonato Europeu de Halterofilismo de 2002 foi a 81ª edição do campeonato, sendo organizado pela Federação Europeia de Halterofilismo, em Antália, na Turquia, entre 22 a 28 de abril de 2002. Foram disputadas 15 categorias (8 masculino e 7 feminino).

## Medalhistas

### Masculino
| Evento   | Ouro                              | Ouro     | Prata                        | Prata    | Bronze                       | Bronze   |
| -------- | --------------------------------- | -------- | ---------------------------- | -------- | ---------------------------- | -------- |
| 56 kg    | Vitali Dzerbianiou · Bielorrússia | 277,5 kg | Sedat Artuç · Turquia        | 267,5 kg | Igor Grabucea · Moldávia     | 267,5 kg |
| 62 kg    | Leonidas Sabanis · Grécia         | 305,0 kg | Stefan Gueorguiev · Bulgária | 297,5 kg | Olexandr Lyjvald · Ucrânia   | 292,5 kg |
| 69 kg    | Galabin Boevski · Bulgária        | 350,0 kg | Yorgos Tzelilis · Grécia     | 332,5 kg | Reyhan Arabacıoğlu · Turquia | 330,0 kg |
| 77 kg    | Gueorgui Markov · Bulgária        | 367,5 kg | Zlatan Vanev · Bulgária      | 362,5 kg | Mehmet Yılmaz · Turquia      | 360,0 kg |
| 85 kg    | Guiorgui Assanidze · Geórgia      | 380,0 kg | Mariusz Rytkowski · Polónia  | 380,0 kg | Aslambek Ediyev · Rússia     | 367,5 kg |
| 94 kg    | Alexei Petrov · Rússia            | 400,0 kg | Milen Dobrev · Bulgária      | 397,5 kg | Nizami Paşayev · Azerbaijão  | 395,0 kg |
| 105 kg   | Alan Tsagaev · Bulgária           | 420,0 kg | Denys Hotfrid · Ucrânia      | 417,5 kg | Bünyamin Sudaş · Turquia     | 417,5 kg |
| + 105 kg | Ronny Weller · Alemanha           | 450,0 kg | Paweł Najdek · Polónia       | 430,0 kg | Olexi Kolokoltsev · Ucrânia  | 427,5 kg |

### Feminino
| Evento  | Ouro                            | Ouro     | Prata                      | Prata    | Bronze                       | Bronze   |
| ------- | ------------------------------- | -------- | -------------------------- | -------- | ---------------------------- | -------- |
| 48 kg   | Olena Zinovieva · Ucrânia       | 177,5 kg | Svetlana Ulianova · Rússia | 172,5 kg | Nurcan Taylan · Turquia      | 167,5 kg |
| 53 kg   | Aylin Daşdelen · Turquia        | 205,0 kg | Emine Bilgin · Turquia     | 185,0 kg | Anikó Ajkay · Hungria        | 180,0 kg |
| 58 kg   | Aleksandra Klejnowska · Polónia | 212,5 kg | Neli Yankova · Bulgária    | 205,0 kg | Henrietta Ráki · Hungria     | 205,0 kg |
| 63 kg   | Nataliya Skakun · Ucrânia       | 240,0 kg | Anastasía Tsakiri · Grécia | 230,0 kg | Guergana Kirilova · Bulgária | 217,5 kg |
| 69 kg   | Valentina Popova · Rússia       | 252,5 kg | Svetlana Jabirova · Rússia | 247,5 kg | María Tatsi · Grécia         | 212,5 kg |
| 75 kg   | Şule Şahbaz · Turquia           | 245,0 kg | Aysel Özgür · Turquia      | 240,0 kg | Ilona Dankó · Hungria        | 235,0 kg |
| + 75 kg | Agata Wróbel · Polónia          | 282,5 kg | Viktória Varga · Hungria   | 275,0 kg | Albina Jomich · Rússia       | 270,0 kg |

## Quadro de medalhas
Quadro de medalhas no total combinado
| Ordem | País         | Medalha de ouro | Medalha de prata | Medalha de bronze | Total |
| ----- | ------------ | --------------- | ---------------- | ----------------- | ----- |
| 1     | Bulgária     | 3               | 4                | 1                 | 8     |
| 2     | Turquia      | 2               | 3                | 4                 | 9     |
| 3     | Rússia       | 2               | 2                | 2                 | 6     |
| 4     | Polónia      | 2               | 2                | 0                 | 4     |
| 5     | Ucrânia      | 2               | 1                | 2                 | 5     |
| 6     | Grécia       | 1               | 2                | 1                 | 4     |
| 7     | Alemanha     | 1               | 0                | 0                 | 1     |
| 7     | Bielorrússia | 1               | 0                | 0                 | 1     |
| 7     | Geórgia      | 1               | 0                | 0                 | 1     |
| 10    | Hungria      | 0               | 1                | 3                 | 4     |
| 11    | Azerbaijão   | 0               | 0                | 1                 | 1     |
| 11    | Moldávia     | 0               | 0                | 1                 | 1     |
| Total | Total        | 15              | 15               | 15                | 45    |